# Charlotte Fossetta

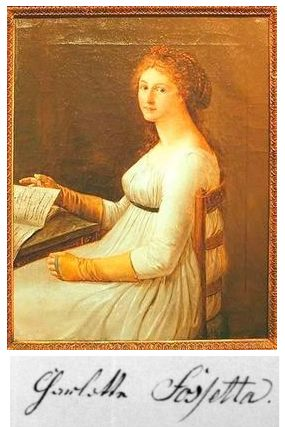
Charlotte Fossetta, 1800.

Charlotte Fossetta (* 25. Januar 1777 in Mainz; † 8. Januar 1856 in Stuttgart) wirkte 41 Jahre lang von 1796 bis 1837 als Hofschauspielerin am Hoftheater Stuttgart.

## Leben
Charlotte Münch, verheiratete Ziegler bzw. Fossetta oder Fosetta wurde am 25. Januar 1777 in Mainz als Tochter des Mainzer Gastwirts Balthasar Münch und seiner Frau Regina Schatz geboren. In Mainz empfing sie ihre erste Ausbildung für das Theater. Nach Engagements in Wetzlar, Koblenz und Augsburg wurde die fast 19-Jährige am 6. Januar 1796 als Schauspielerin im Hoftheater Stuttgart angestellt, dem sie 41 Jahre bis zu ihrer Pensionierung 1837 die Treue hielt.
Gegen Ende 1803 nahm Fossetta ein Engagement bei dem Frankfurter Nationaltheater an. Kurfürst Friedrich holte sie mit einem Dekret vom 23. Dezember 1803 an das Hoftheater Stuttgart zurück. Die 26-Jährige wurde für „alle Rollen alter komischer Mütter, Haushälterin usw.“ angestellt und erhielt eine lebenslängliche Anstellung, ein Fixgehalt von jährlich 1200 Gulden, eine Pensionszusage über 800 Gulden und die Aussicht auf Benefizvorstellungen.
Der 18-jährige Dichter Wilhelm Waiblinger schwärmte 1822 in seinem Tagebuch von der Fossetta: „Sie ist zur komischen Schauspielerin geboren und ist gleich gut in Mimik wie im Deklamieren.“ Persönlich lernte er sie bei ihrem Schwiegersohn Eduard Gnauth kennen: „Die liebe Fossetta! Das ist ein Weib! Ich unterhielt mich charmant mit ihr! Ihr Humor ist superb! Und dann (wohl in Anschlag zu nehmen) sie ist wirklich eine stattliche Frau.“
Der Literaturhistoriker Konrad Beyer (1834–1906) schwelgte von der Fossetta 1897: „Sie war eine blendende Schönheit von bezaubernder Anmut, zugleich eine hochbegabte Sängerin und Schauspielerin. … Sie bildete eine Zierde aller künstlerischen Zirkel der Residenzstadt.“

## Lebensabend
1834 und 1835 weilte sie auf eigene Kosten zur Kur in Bad Wildbad, 1836 wurde ihr der Urlaub für eine weitere Kur nicht bewilligt. Fosetta litt an rheumatischen Beschwerden, die sie auf die anfangs ungeheizte Bühne des Hoftheaters zurückführte. Seit 1836 litt sie außerdem unter Schwerhörigkeit, Gedächtnisschwäche und überhaupt unter Kränklichkeit. Sie beantragte daher ihre Pensionierung, die ihr im März 1837 vom König gewährt wurde. Aus Anlass ihrer Pensionierung wurde ihr eine Benefizvorstellung gewährt, für die sie die Posse „Von Sieben die Hässlichste“ auswählte.
Charlotte Fossetta starb am 8. Januar 1856 Alter von fast 79 Jahren in Stuttgart. Sie überlebte ihren Mann Wilhelm Fossetta um 19 Jahre, der im Jahr ihrer Pensionierung 1837 im Alter von 61 Jahren verstorben war. Das Grab des Ehepaars lag in Abteilung 4 auf dem Fangelsbachfriedhof in Stuttgart, bevor das Gräberfeld geräumt wurde.

## Familie
Fossetta heiratete 1794 in erster Ehe in Mainz den Schauspieler Johann Ziegler (1776–1800). Er war wie sie in Manz geboren und ab 1796 ebenfalls am Hoftheater Stuttgart angestellt. Fossetta gebar 1795 bis 1797 einen Sohn und die Töchter Friederike und Henriette, 1801 die uneheliche Tochter Charlotte. Johann Ziegler verstarb im Alter von 24 Jahren am 13. April 1800.
Am 22. Juni 1805 heiratete Fossetta in zweiter Ehe in Stuttgart den Hofstukkateur Wilhelm David Fossetta (1778–1839), der von einem italienischen Vater aus Venedig und einer deutschen Mutter abstammte. Aus Anlass der Eheschließung gewährte ihr König Friedrich eine Benefizvorstellung zur Finanzierung der Wohnungseinrichtung. Das Ehepaar wohnte in Stuttgart im eigenen Haus, ab 1811 in der Neckarstraße und ab 1833 in der Charlottenstraße 8, wo Fossetta ab 1839 als Witwe weiterhin wohnte.
Die drei Töchter nahmen den Familiennamen Fossetta an. Charlotte Fossetta (1801–1865) heiratete 1829 den Stuttgarter Hofschauspieler Eduard Gnauth. Die Tochter Friederike wurde Choristin, Henriette wurde Hofschauspielerin.

## Benefizvorstellungen
Der württembergische König konnte Mitgliedern des Stuttgarter Hoftheaters auf Antrag „gnadenhalber“ eine Benefizvorstellung (oder Gnadenbenefizvorstellung) gewähren. Die Einnahmen der Theaterkasse gingen bei einer Benefizvorstellung in voller Höhe oder nach Abzug der Kosten an das Theatermitglied und stellten im Gegensatz zum Fixgehalt ein „zufälliges Einkommen“ dar. Fossetta erhielt zum Beispiel 1805 für ihre Benefizvorstellung der „Maria Stuart“ 200 Gulden „ohne Geschenke der Gesandten“,  außerdem legte der König wie gewöhnlich 100 Gulden obenauf.
Fossetta beantragte in 41 Dienstjahren 10 Benefizvorstellungen, die bis auf eine bewilligt wurden. In einigen Fällen gab sie eine Begründung für ihre Anträge an, so zur Wohnungseinrichtung nach ihrer Eheschließung 1805, dreimal zur Finanzierung eines Kuraufenthalts in Bad Wildbad, 1826 aus Anlass ihres 30-jährigem Dienstjubiläums und 1837 zu ihrer Pensionierung. Für die Benefizvorstellungen konnte der Mitarbeiter einen Wunschtermin äußern und ein Lieblingsstück zur Aufführung  bestimmen. Die Benefizvorstellungen waren für Fossetta ein gewisser Ersatz für eine Gehaltserhöhung. Da während ihrer ganzen Dienstzeit ihre Gagenhöhe unverändert blieb, geriet Fossetta gegenüber vergleichbaren Kolleginnen im Lauf der Jahre ins Hintertreffen. Ihr Wunsch um die Erhöhung ihres Fixums von 1200 auf 1400 Gulden wurde jedoch 1818 abgelehnt.

## Künstlermodell

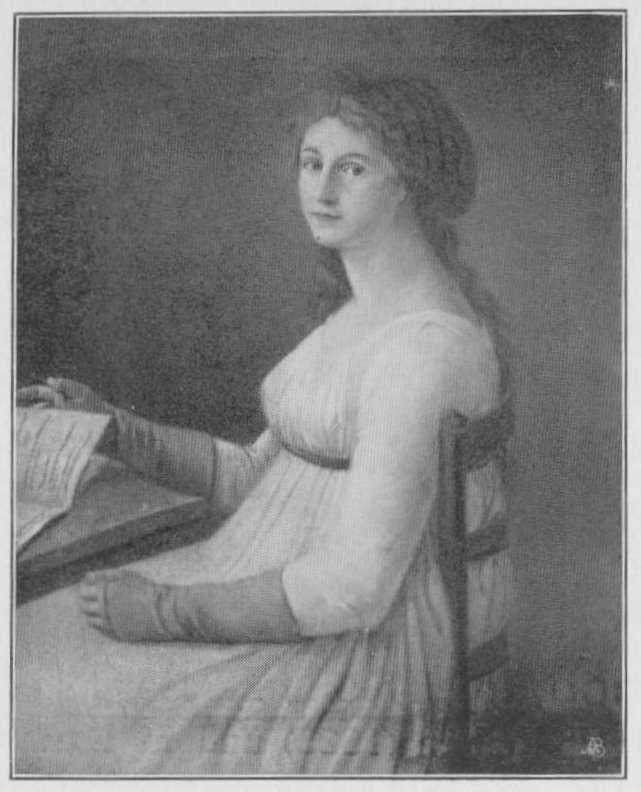
Gottlieb Schick, Bildnis Charlotte Fossetta, 1800 (siehe Titelbild).
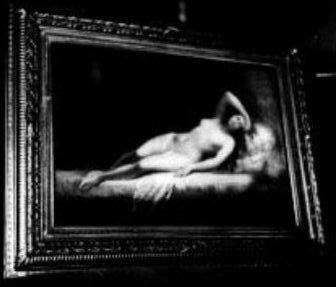
Philipp Hetsch, Charlotte Fossetta als liegender Akt.
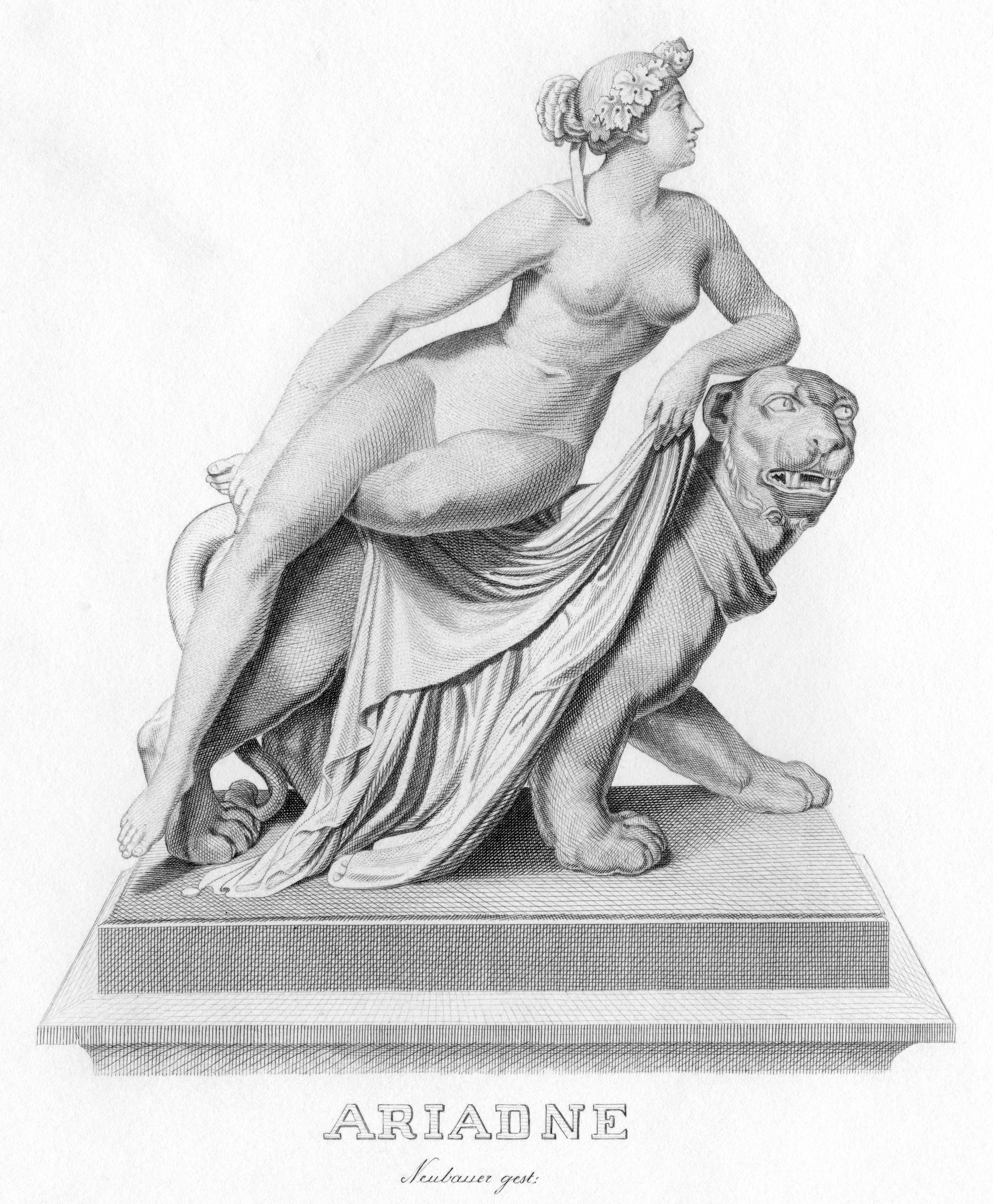
Johann Heinrich Dannecker, Ariadne auf dem Panther, 1814.

Die schöne Fossetta war ein beliebtes Modell berühmter Stuttgarter Künstler des schwäbischen Klassizismus. Gottlieb Schick, der Schöpfer vieler klassischer Frauenporträts, malte 1800 die 22 Jahre junge Fossetta in Seitenansicht mit rötlich goldfarben schimmerndem Haar, beim  Rollenstudium  an einem Tisch sitzend, bekleidet mit einem unter der Brust geschürzten weißen Gewand, das ihren Körper faltenreich einhüllt.
Philipp Friedrich von Hetsch porträtierte die Künstlerin nackt auf einem Liegesofa hingebettet. Das Foto des Gemäldes im Staatsarchiv Ludwigsburg ist in einem Kuvert mit der Aufschrift eines unbekannten Archivars „soll die Geliebte König Wilhelms I. gewesen sein“ enthalten. Eine zweiseitige Handschrift der Fossetta mit dem dramatischen Fragment „Der König und die Schauspielerin“ könnte einen Hinweis auf eine Beziehung der Schauspielerin zum König enthalten. Franz Seraph Stirnbrand schuf 1816 ein Ölporträt der Fossetta, das sie als „eine kraftvolle, üppige Dame“ zeigt.
Fossettas zweiter Mann, der Hofstukkateur Wilhelm Fossetta hatte zusammen mit dem berühmten Bildhauer Johann Heinrich Dannecker die Hohe Karlsschule besucht. Der Literaturhistoriker Konrad Beyer (1834–1906) urteilte über Fossettas Frau:
„Mit Vorliebe verkehrte Dannecker mit dieser vornehmen Erscheinung, deren unbefangenes, taktvolles Urteil, deren zartsinniges Empfinden, deren Enthusiasmus für die Kunst den phantasievollen Meister erwärmten-“
Einmal soll Dannecker ihr gegenüber geäußert haben:
„Wenn ich so glücklich wäre, ein Vorbild gleich Ihnen als Modell zu gewinnen, so sollte der wahren Kunst Segen daraus erblühen!“
Und die Künstlerin soll darauf geantwortet haben:
„Und Sie glauben in der That, dass meine Erscheinungsformen Ihrer Kunst zu wirklicher Förderung gereichen könnten? – Gut denn, verfügen Sie über mich, wenn Sie meinen, Neues, Geniales schaffen zn können!“
1806 saß die Fossetta Dannecker Modell für seine berühmte Marmorskulptur „Ariadne auf Naxos“, und auch einer der beiden Nymphen der Skulpturengruppe „Wasser- und Wiesennymphe“ soll sie einen Arm geliehen haben. Inwieweit diese Überlieferungen der Wahrheit entsprechen, muss dahingestellt bleiben. Eine heutige Kunsthistorikerin jedenfalls hält sie für eine „Atelieranekdote“.

### Leben
- Rudolf Krauß: Das Stuttgarter Hoftheater von den ältesten Zeiten bis zur Gegenwart. Stuttgart: Metzler, 1908, Seite 168.
- Waltraud Pfäfflin; Friedrich Pfäfflin: Die Gräber der Dichter auf dem Stuttgarter Hoppenlau-Friedhof. Mit einem Essay von Udo Dickenberger. Stuttgart 2015, Seite 384.
- Staatsarchiv Ludwigsburg, E 18 II Bü 313, Charlotte Fossetta-Ziegler, E 18 II Bü 314, Friderike Fossetta, E 18 II Bü 315, Henriette Fossetta,
- Wilhelm Waiblinger: Werke und Briefe. Band 5,2. Stuttgart: Klett-Cotta, 1981, Seite 748–749.
- Hermann Ziegler: Fangelsbach-Friedhof. Stuttgart: Klett-Cotta, 1994, Seite 90.

### Ariadnemodell
- C. Beyer: Danneckers Ariadne. In: Zeitschrift für bildende Kunst, Neue Folge, Band 8, 1897, Heft 10, Seite 244–248, pdf.
- Otto von Breitschwert: Das Modell zu Dannecker‘s Ariadne [Charlotte Fossetta]. Ein Blick hinter die Koulissen der Kunstgeschichte. Frankfurt am Main: Carl Münch, 1886.
- Ellen Kemp: Ariadne auf dem Panther. In: Christian von Holst (Herausgeber): Schwäbischer Klassizismus zwischen Ideal und Wirklichkeit, Aufsätze. Stuttgart: Staatsgalerie Stuttgart, 1993, Seite 307.